# Gare d'Ans-Est
La gare d'Ans-Est est une ancienne gare ferroviaire de la ligne 31, de Liers à Ans, située à Ans, commune de l'agglomération de la ville belge de Liège, dans la province du même nom, en Région wallonne.
Mise en service en 1864 par la Compagnie du chemin de fer Liégeois-Limbourgeois et fermée aux voyageurs en 1941, elle a été à nouveau exploitée de 1973 à 1984.

## Situation ferroviaire
Établie à 180 m d'altitude, la gare d'Ans-Est était située au point kilométrique (PK) 5.1 de la ligne 31, de Liers à Ans, entre les gares de Rocourt et d'Ans. Elle constitua également le PK 0.0 de la ligne 32, d'Ans à Flémalle-Haute, entre 1868 et les années 1930 avant que la ligne ne soit redirigée vers la gare d'Ans.

## Histoire
La station d'Ans (Est) est mise en service le 10 mars 1864 par la Compagnie du chemin de fer Liégeois-Limbourgeois lorsqu'elle met en service simultanément les tronçons de Glons à Liers et de Liers à Ans du « chemin de fer de Tongres à Ans, passant par Glons, avec un embranchement se dirigeant sur Liége ». Ans-Est constitue la gare de la compagnie Liégeois-Limbourgeois, un raccord en courbe permettant d'accéder à la gare des chemins de fer de l’État.
L’État belge — future SNCB en 1926 — reprend l'exploitation de la ligne en 1898. Vers 1930 est supprimée gare de triage d'Ans-Est, où parvenaient les marchandises — notamment du charbon — de la ligne 32. La tête de la ligne 32, partant d'Ans-Est et enjambant la ligne de Bruxelles à Liège, est remplacée par une courbe partant directement de la gare principale d'Ans, mettant fin à la continuité entre lignes 31 et 32 mais donnant lieu à un gain de temps notable en supprimant le besoin de rebrousser à Ans-Est. Le pont sur la ligne 36 a finalement été démantelé en 1955.
En 1911, la Société de Saint-Léonard — constructeur de locomotives, de machines à vapeur et d'outillage — débute la construction de nouvelles usines censées regrouper les différentes unités de Liège et Herstal.
Les trains de voyageurs de la ligne 31 sont supprimés pendant l'occupation le 6 octobre 1941 et la seconde voie est retirée durant la décennie suivante en raison du déclin du trafic des marchandises.
En 1973, la SNCB décide toutefois de réinstaurer une desserte voyageurs sur la ligne 31 en vue de doter Liège d'un réseau périurbain. Ans-Est rouvre en tant que point d'arrêt et deux haltes supplémentaires sont créées de part et d'autre de la gare de Rocourt : Rocourt-Clinique et Alleur et ligne est électrifiée en 1976. La date de démolition du bâtiment de 1864 n'est pas connue ; il n'était plus présent en 1971. Les installations consistent en une unique voie à quai avec un abri préfabriqué.
Le trafic n'est toutefois pas jugé suffisant, toutes les gares de la ligne ferment le 3 juin 1984 lors de l'instauration du plan IC-IR et la caténaire est démontée. La cour à marchandises d'Ans-Est ferme également au début des années 1980. Quelques trains occasionnels desservent cette section jusqu'à son démontage en 1996.
Un chemin RAVeL a été installé sur la ligne avec un parc à l'emplacement du terrain vague où se trouvait la gare et les usines voisines.